# 荒川北縁水防事務組合
荒川北縁水防事務組合（あらかわきたべりすいぼうじむくみあい）は、埼玉県熊谷市、行田市及び鴻巣市の3市が設立している一部事務組合。

## 概要

### 組合事務所
- 熊谷市宮町2丁目47番地1(熊谷市役所内)

### 主な事務内容
- 荒川北縁の水防に関する事務を共同処理を行っている。

### 水防を行う区域
- 荒川のうち熊谷市石原字上宿1431番地先から鴻巣市大間字内谷1435番の1地先まで。

### 組織
- 組合議会
  - 議員定数

熊谷市　6人
行田市　3人
鴻巣市　5人 
- 組合執行機関
  - 管理者：1人組合市の長の協議により決定する。
  - 副管理者：2人合市の長の協議により決定する。
  - 監査委員：2人（管理者が議会の同意を得て組合の議員及び識見を有する者のうちから選任）

### 組合経費負担割合
- 熊谷市 42.50％
- 行田市 22.64％
- 鴻巣市 34.86％
- 合計 100％